# Koos van der Werff
Jacobus Johannes van der Werff (Groningen, 8 augustus 1925 − aldaar, 3 december 2017) was een Nederlands hoogleraar Ontwikkelingspsychologie.

## Biografie
Van der Werff werd geboren in Groningen. Zijn vader was er kerkorganist en dankzij hem leerde hij piano spelen. Hij twijfelde lang of hij zelf musicus wilde worden, maar was talentvol en volgde toch in de jaren 1946-1948 een vakopleiding aan de Muziekschool Groningen en van 1948 tot 1951 theorie en directie aan het Koninklijk Conservatorium. Hij vond de sfeer aan het conservatorium echter te competitief. Hij zag muziek vooral als iets wat je samen moest beleven.
In 1946 koos hij tevens voor een studie psychologie aan de Universiteit Groningen. Hoogleraar Brugmans, leerling van Heymans, voorspelde dat er geen toekomst in de psychologie zat, alleen de allerbesten zouden er een boterham mee kunnen verdienen.
Desalniettemin vond hij in 1954 werk aan het Psychologisch Instituut van de universiteit, waar hij wetenschappelijk hoofdmedewerker zou worden, en studeerde hij in 1958 af bij professor Snijders met mathematische statistiek en perswetenschap.
In 1955 werd Kouwer hoogleraar in Groningen en Van der Werff daarna zijn assistent. Van der Werff promoveerde er in 1965 op Zelfbeeld en zelfideaal. Tegenstrijdigheden in de beoordeling van de eigen persoon, met Kouwer als promotor. In 1967 deed hij met anderen onderzoek naar Schoolmelk en intellectuele prestaties. Onderzoek naar het effect van schoolmelkgebruik op intellectuele prestaties, een onderzoek dat werd geleid door Wilhelmina Bladergroen. In 1968 publiceerde hij met P.B. Defares Psychologische afstand tussen personen. Een onderzoek naar de bruikbaarheid van een meetinstrument voor psychologische afstand.
Op 27 oktober 1970 hield hij zijn oratie Identiteit als probleem in de menselijke levensloop na zijn aanstelling in 1968 tot gewoon lector aan de Groningse Universiteit; zijn leeropdracht was Ontwikkelingspsychologie. In zijn oratie hield hij een pleidooi voor een empirische benadering van de Ontwikkelingspsychologie:
'Ik zou vanuit verschillende hoeken, enerzijds vanuit theoretische ideeën, anderzijds met behulp van concreet materiaal zoals vraaggesprekken willen komen tot een gesystematiseerde kennis van feiten betreffende de ontwikkelingstendenties in de zelfervaring, en tot een genuanceerde differentiatie van de uiteenlopende probleemvarianten waarmee het individu gedurende zijn leven te maken krijgt.'
Per 30 augustus 1974 werd hij voor twee jaar benoemd tot buitengewoon hoogleraar met diezelfde leeropdracht aan de Universiteit Utrecht, om daar een vakgroep op te richten, toen het daar in de jaren zeventig roerig toeging en hij met zijn verzoenende karakter uitkomst moest bieden; hij nam echter vanwege tegenwerking daar weer ontslag.
Vanaf 1975 was hij hoogleraar aan de Universiteit Groningen, met dezelfde leeropdracht. Hij werkte mee aan handboeken over zijn vakgebied, met name met prof. dr. Willem Koops aan het driedelige Overzicht van de empirische ontwikkelingspsychologie (1979). In 1982 uitte hij zijn ongenoegen binnen zijn vakgroep over de onderlinge samenwerking omtrent de totstandkoming van een boekje over Heymans. Het duurde hem veel te lang. Uiteindelijk kwam dit boekje met zijn bijdrage in 1983 uit. Per 1 januari 1990 ging hij met emeritaat.
Van der Werff stond erom bekend dat hij bij het geven van colleges een heel klein papiertje met aantekeningen uit zijn jaszak haalde, waar hij het volledige college op baseerde.
Muziek bleef zijn hele leven voor hem belangrijk. Hij musiceerde graag, adviseerde belangeloos de Groningse Bachvereniging en schreef als co-auteur een boek ter gelegenheid van het 100-jarig bestaan van de Groningsche Muziekvereeniging.